# 57879 Cesarechiosi
57879 Cesarechiosi è un asteroide della fascia principale. Scoperto nel 2002, presenta un'orbita caratterizzata da un semiasse maggiore pari a 2,7531148 UA e da un'eccentricità di 0,1522909, inclinata di 9,46953° rispetto all'eclittica.